# William Bainbridge
William Bainbridge (ur. 7 maja 1774, zm. 27 lipca 1833) – oficer United States Navy, który odznaczył się w czasie wojen z państwami berberyjskimi na Morzu Śródziemnym, a przede wszystkim zdobyciem brytyjskiego okrętu HMS „Java” podczas wojny roku 1812.

## Młodość
Bainbridge urodził się w mieście uniwersyteckim Princeton, w stanie New Jersey. Był najstarszym synem dr Absaloma Bainbridge’a i Mary Bainbridge, z domu Taylor. Miał dwóch braci: Josepha (również został oficerem US Navy dochodząc do stopnia komandora) i Johna T. oraz siostrę Mary. Wychowywał się u dziadka ze strony matki, prawnika Johna Taylora z Middleton w New Jersey. 
W wieku lat 14 William zaciągnął się, jako chłopiec kabinowy, a następnie marynarz, na handlowy szkuner żeglujący wzdłuż wschodnich wybrzeży Ameryki Północnej. Amerykańskie statki handlowe miały w tym czasie zakaz prowadzenia handlu z Brytyjskimi Indiami Zachodnimi, mimo to uprawiały, przy niemal nieskrywanej współpracy plantatorów, kontrabandę na szeroką skalę.

## W US Navy
W roku 1798 rewolucyjna Francja nie była już sprzymierzeńcem Stanów Zjednoczonych, a jej okręty zaczęły polować na amerykańskie statki handlowe. To – wraz z tzw. Aferą XYZ, w którą zamieszani byli agenci francuskiego ministerstwa spraw zagranicznych oferujący, za ogromne łapówki, przywrócenie stosunków dyplomatycznych między obydwoma krajami – przyczyniło się do społecznego poparcia dla idei utworzenia US Navy i zebrania funduszy koniecznych na budowę pierwszych okrętów zdolnych do przeciwstawienia się francuskim atakom na żeglugę amerykańską. W chwili powstania United States Navy Bainbridge został przyjęty do korpusu oficerów marynarki w stopniu kapitana i mianowany dowódcą szkunera USS „Retaliation”. 20 listopada kpt. Bainbridge poddał bez oporu „Retaliation” zupełnie zaskoczony przez dwie fregaty francuskie, które wziął za okręty brytyjskie i zbliżył się do nich bez zachowania należytej ostrożności. „Retaliation” był pierwszym okrętem nowo narodzonej United States Navy, jaki wpadł w ręce nieprzyjaciela. Bainbridge nie został pociągnięty do odpowiedzialności. Wręcz przeciwnie, w roku 1799 został mianowany dowódcą 18-działowego brygu USS „Norfolk”, z poleceniem prowadzenia dalszych działań przeciwko flocie francuskiej.

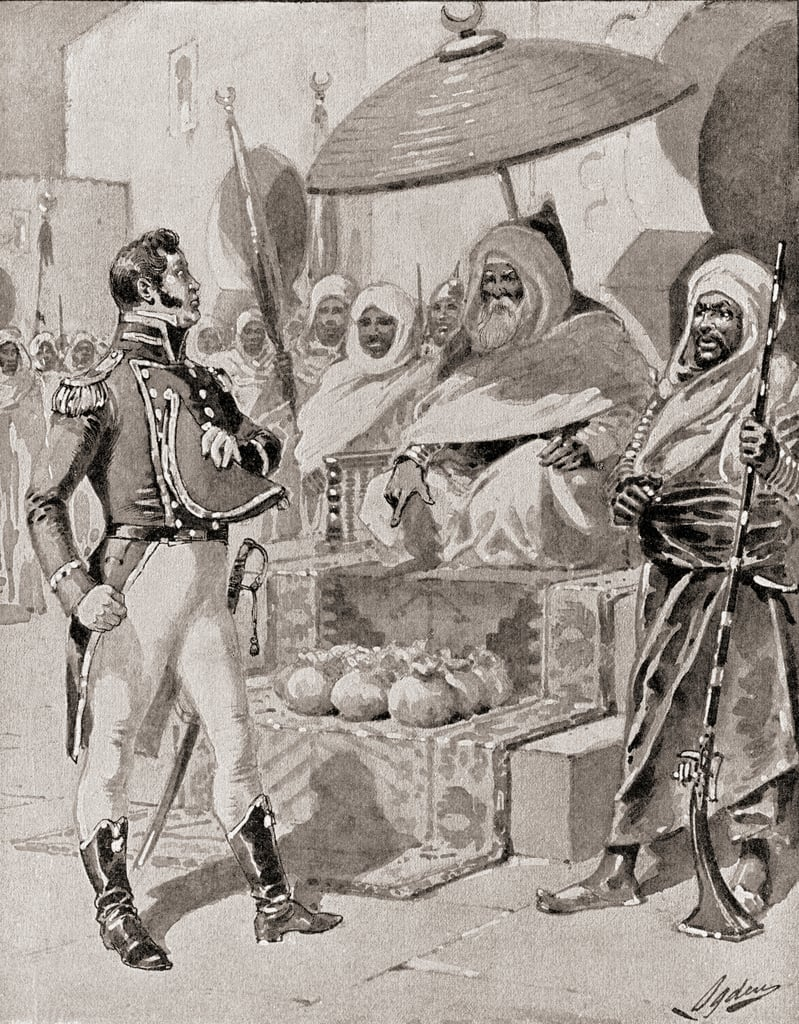
Bainbridge płaci haracz dejowi Algieru

W roku 1800 Bainbridge otrzymał upokarzające zadanie dostarczenia haraczu, jaki Stany Zjednoczone corocznie płaciły dejowi Algieru, celem powstrzymania napaści piratów berberyjskich na amerykańskie statki handlowe w basenie Morza Śródziemnego. Po przybyciu na pokładzie 24-działowego okrętu USS „George Washington”, Bainbridge dopuścił do tego, że pilot portowy podprowadził okręt wprost pod lufy dział strzegącego zatokę fortu. Po otrzymaniu haraczu dej zażądał, by amerykański okręt podniósł algierską banderę i dostarczył do Konstantynopola algierskiego posła oraz zwyczajowe dary hołdownicze. Bainbridge wciągnął na maszt algierską flagę i posłusznie dostarczył dary, składające się ze zwierząt i niewolników do stolicy imperium osmańskiego.
Kiedy wreszcie Stany Zjednoczone przekonały się, że opłacanie się haraczami nie daje pożądanych efektów i zdecydowały się na użycie siły, Bainbridge został mianowany dowódcą fregaty USS „Philadelphia” i wraz z innymi okrętami przystąpił do blokady Trypolisu. Podczas tej operacji 31 października 1803 roku okręt Bainbridge’a wszedł omyłkowo na nieoznaczoną na mapie mieliznę. Wszystkie próby ściągnięcia go pod ogniem trypolitańskich kanonierek i fortów zawiodły, co zmusiło Bainbridge’a do poddania się. Wkrótce potem „Philadelphia”, na skutek przypływu, sama zeszła z mielizny i została zajęta przez ludzi beja Trypolisu. Bainbridge i jego załoga byli więzieni w mieście przez dziewiętnaście miesięcy.
W nocy 16 lutego 1804 roku kapitan Stephen Decatur, dowódca USS „Intrepid”, wtargnął na pokład „Philadelphii” i spalił ją. Admirał Horatio Nelson miał rzekomo nazwać ten wyczyn „najodważniejszą i najśmielszą akcją stulecia”.

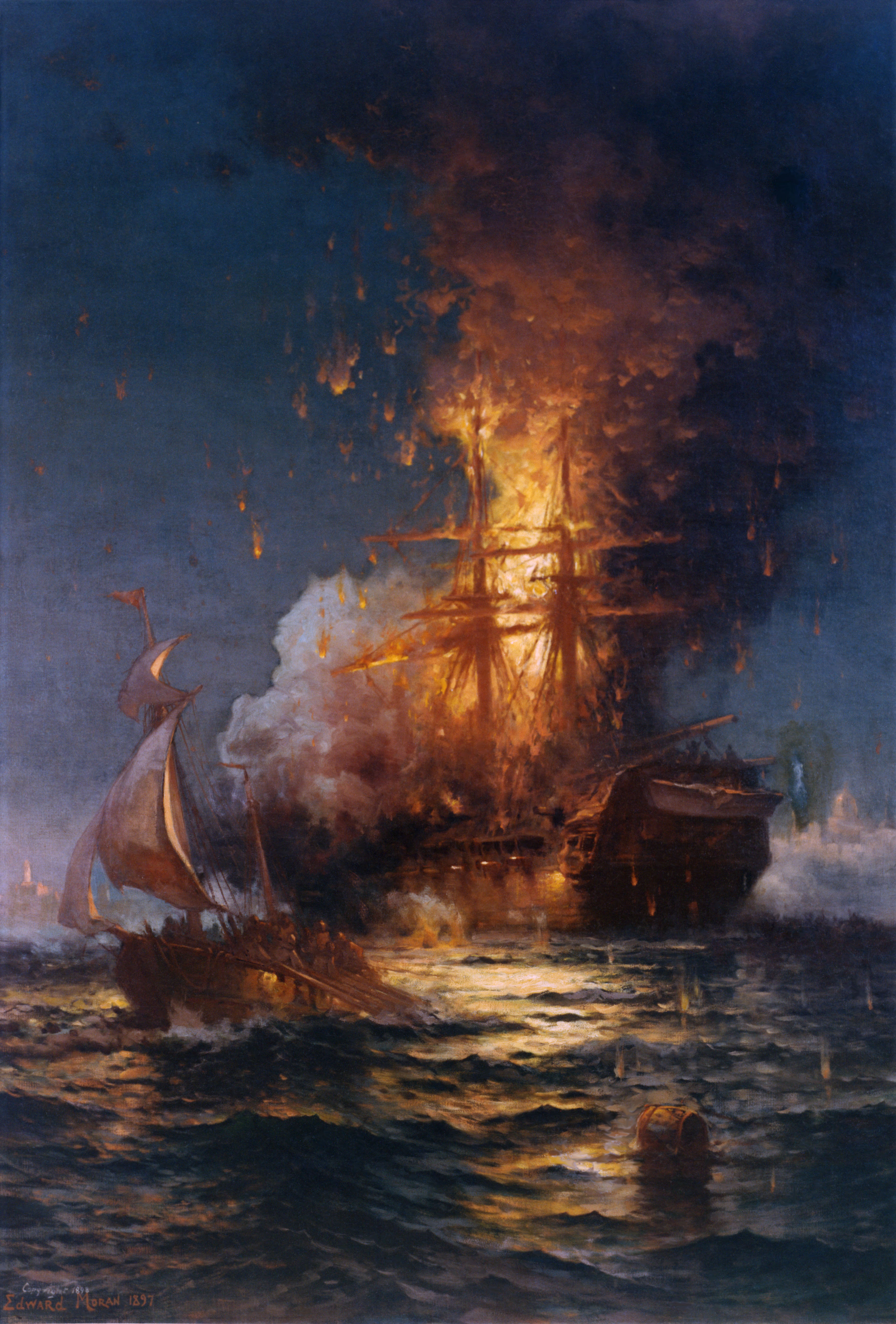
„Philadelphia” w płomieniach

Zdobycie fregaty i uwięzienie jej załogi spowodowało, że prezydent Jefferson postanowił wysłać w roku 1805 do Trypolisu Williana Eatona, byłego wojskowego znanego z uprawiania zuchwałej i prowokacyjnej dyplomacji, z misją uwolnienia 300 amerykańskich zakładników. Była to pierwsza tajna operacja amerykańska mająca na celu obalenie obcego państwa. Eaton zebrał grupę około 20 chrześcijan (w tym ośmiu marines pod dowództwem porucznika Presleya O’Bannona) i przypuszczalnie 100 muzułmańskich najemników, z zamiarem zdobycia Trypolitanii poczynając od miasta Darna. Poprowadził swój mały oddziałek blisko 800-kilometrowym szlakiem przez pustynię, wspomagany od strony morza przez Issaca Hulla, dowódcę USS Argus Pod koniec tej zakończonej sukcesem „operacji kombinowanej” zaatakował 27 kwietnia Darnę. Miasto zostało zdobyte, co upamiętnia Hymn marines słowami „...to the shores of Tripoli”. Poczynania Eatona wskazywały na to, że chce zaatakować Trypolis, co zmusiło beja do przystąpienia, w czerwcu 1805 roku, do negocjacji pokojowych. Rokowania ze strony amerykańskiej prowadzili Tobias Lear i komodor John Rodgers.
Bainbridge został ostatecznie uwolniony 3 czerwca 1806 roku. Naval Board of Inquiry, powołana celem zbadania okoliczności poddania statki i załogi, nie dopatrzyła się znamion czynu zabronionego, mógł więc powrócić do służby. Nim to uczynił, powrócił na jakiś czas do marynarki handlowej, by podreperować finanse nadszarpnięte w czasie uwięzienia. Tymczasem, wraz z zakończeniem kampanii przeciw państwom berberyjskim, US Navy uległa zmniejszeniu i niemal wszystkie jej fregaty zostały zacumowane w portach. Kongres wymusił zmianę tej polityki w początkach roku 1809. Bainbridge objął dowództwo fregaty USS „President” i rozpoczął, we wrześniu tego samego roku, patrolowanie wybrzeża Atlantyku. W czerwcu 1810 roku został przeniesiony do służby na lądzie.

## W wojnie z Anglią

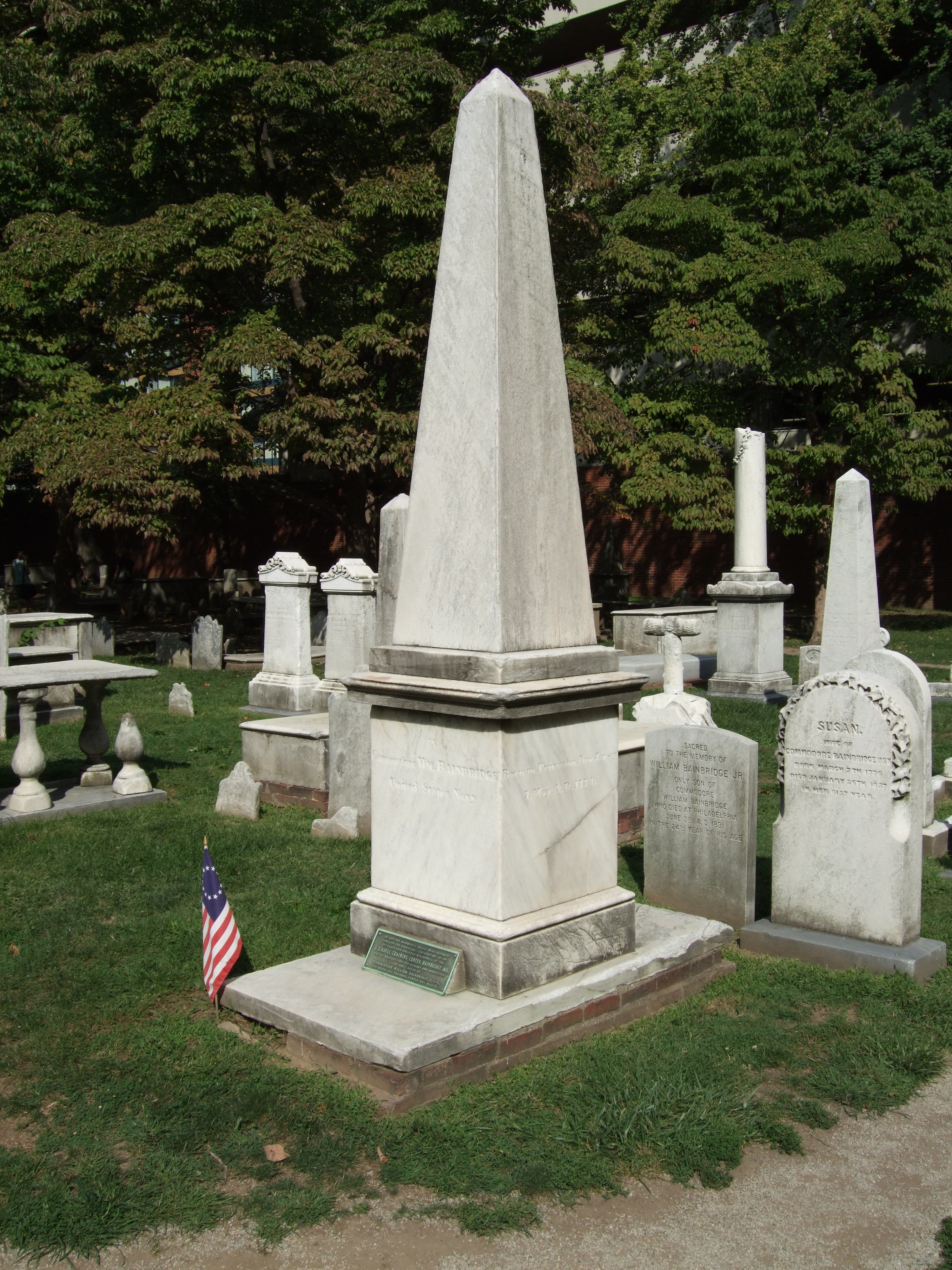
Nagrobek Bainbridge’a w Filadelfii

Gdy w roku 1812 wybuchła wojna między Zjednoczonym Królestwem a Stanami Zjednoczonymi, Bainbridge objął dowództwo 44-działowej fregaty USS „Constitution”, zastępując na tym stanowisku komandora Isaaca Hulla. „Constitution” była znakomitym 1 533-tonowym okrętem, który niedawno wsławił się zwycięstwem nad fregatą HMS „Guerrière”. Pod dowództwem Bainbridge’a została wysłana na południowy Atlantyk.
29 grudnia 1812 roku Bainbridge natknął się na 38-działową fregatę HMS „Java”, 1 083-tonowy okręt, były francuski „Renommée”. Brytyjska fregata podążała do Indii, wioząc nowo mianowanego wicegubernatora Bombaju. Jej załodze brakowało doświadczenia (było w niej zaledwie kilku dobrze wyćwiczonych marynarzy), a artylerzyści przeszli jednodniowe ćwiczenia w strzelaniu. W US Navy przykładano wielkie znaczenie do ćwiczeń artyleryjskich, które część kapitanów Royal Navy lekceważyła, przyzwyczajona do łatwych zwycięstw nad Francuzami lub też z braku czasu i środków na ćwiczenia artyleryjskie. W tych warunkach los brytyjskiej fregaty był przesądzony. W krótkotrwałym boju utraciła wszystkie maszty, jej kadłub był w wielu miejscach rozdarty, a załoga poniosła ogromne straty i musiała kapitulować. Odwrotnie „Constitution”, która prawie nie ucierpiała z wyjątkiem strzaskanego, wyjątkowo celnym strzałem, koła sterowego. W czasie bitwy Bainbridge został dwukrotnie ranny, ale mimo to dowodził; nakazał również wymienić strzaskane koło sterowe zdjętym z „Javy” zanim ta zatonęła. Do dziś wciąż pozostająca w służbie „Constitution” (kotwiczy w porcie w Bostonie) ma koło sterowe uratowane z HMS Java. W nawiązaniu do tych wydarzeń, 3 marca 1813 – m.in. w uznaniu jego waleczności i dobrego postępowania oraz w imieniu oficerów i załogi, która wykazała się odwagą i zręcznością - został uhonorowany Złotym Medalem Kongresu (Congressional Gold Medal) - jednym z najwyższych odznaczeń cywilnych w Stanach Zjednoczonych.

## Późniejsza działalność
Po zakończeniu wojny z Wielką Brytanią Bainbridge służył ponownie na Morzu Śródziemnym w czasie II wojny z państwami berberyjskimi.
W roku 1820 Bainbridge był sekundantem Stephena Decatura w pojedynku, w którym Decatur stracił życie. Decatur uważał Bainbridge’a za swego przyjaciela, gdy ten tymczasem zazdrościł Decaturowi sławy i żywił doń tajoną urazę.
W latach 1824–1827 Bainbridge pracował w Board of Navy Commissioners. Zmarł w Filadelfii i został pochowany na cmentarzu przy miejscowym kościele.

## Upamiętnienie
Jego imię nosiło kilka okrętów, w tym pierwszy niszczyciel US Navy USS „Bainbridge” (DD-1), niszczyciel o napędzie nuklearnym USS Bainbridge (CGN-25), czy współczesny niszczyciel rakietowy typu Arleigh USS „Bainbridge” (DDG-96). Wiele miejscowości w Stanach Zjednoczonych, ulic, placów i szkół nosiło lub nosi jego imię.